# Kalvinismens fem punkter

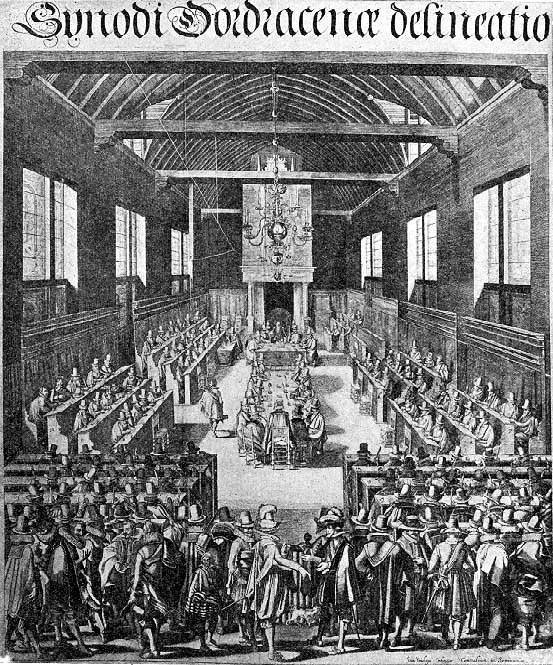
Arminianismen avvisades vid synoden i Dordrecht, 1619.

Sedan arminianerna inom de reformerta kyrkorna antagit fem artiklar (The Five Articles of Remonstrance) i protest mot den ortodoxa kalvinismen svarade det ortodoxt-kalvinistiska synoden i Dordrecht med att anta kalvinismens fem punkter. De fem punkterna är en summering av skillnaderna mellan kalvinism och arminianism, men inte en komplett summering av Calvins lära heller inte som en generell summering av den reformerta kyrkans teologi. På engelska bildar de första bokstäverna från varje artikel ordet "TULIP". Dordrechtteserna är en del de tre enhetsformulären, som är en samlande beteckning för tre viktiga bekännelseskrifter inom många reformerta kyrkor.

## Artiklarna i svensk översättning
I.  Total depravity - Människans totala fördärv, innebär att människan efter syndafallet är fullständigt fördärvad utan förmåga att vända sig till Gud.
II. Unconditional election - Ovillkorlig utkorelse, innebär att Gud utvalt somliga till att bli frälsta utan hänseende till någon beskaffenhet hos dem.
III. Limited atonement - Begränsad försoning, innebär att Jesu försoningsdöd är begränsad till de utvalda. Kristus har enligt denna artikel inte dött för alla människor utan enbart för vissa.
IV. Irresistible grace - Oemotståndlig nåd, innebär att den utkorade människans vilja förändras till att glatt och villigt tro på Jesus till frälsning.
V.  Perseverence of the saints - De heligas bevarande, innebär att den som en gång kommit till tro kommer att bevaras i tron och kan inte falla av.

## Utbredning
Kalvinism i den form som omfattar alla fem punkter är levande i många samfund.  Ett exempel är Presbyterian Church in America som i en bok som introducerar dess tro och teologi för nyfikna och nyblivna medlemmar står klart och fast vid kalvinismens fem punkter och man konstaterar gällande de fem punkterna att "While there is much more to Presbytarian beliefs than these five points, they are a helpful summary of our understanding of God's grace demonstrated in his redeeming us from our sin.".

## Evangelisation
Huvuddelen av kalvinisterna ägnar sig åt evangelisation och berättar med glädje för alla om syndernas förlåtelse och evig frälsning genom Jesus Kristus. Man har ofta en stark förtröstan på att det predikade ordet ensamt väcker tro hos de utvalda, utan att man behöver hjälpa på traven med olika effekter och åthävor. Ofta praktiserar man inte seden att bjuda dem som vill ge sitt liv till Jesus att komma fram till altaret för förbön (så kallade "altar calls"). Ett exempel på en evangeliserande kalvinist är Charles Spurgeon.
Det finns dock historiskt och i samtiden så kallade hyper-kalvinister, som går utöver den ortodoxa kalvinismen och är tveksamma till evangelisation.